# Ramon de Quintana i Dalmau
Ramon de Quintana i Dalmau és un futbolista català. Va néixer a Girona, Catalunya. Juga de defensa central.

## Biografia
Va debutar en el Figueres el 1992 en la 2a divisió en la temporada 1992-93, on va jugar la temporada següent, fins que va ser fitxat per l'Osasuna, equip amb el qual disputaria la temporada 1993-94, ja a primera divisió.
A l'any següent, iniciaria la seva primera etapa en el Rayo Vallecano, que duraria 3 temporades de 1994-95 fins a la 96-97, equip al que tornaria 3 anys més tard després del seu periple en el Mèrida. En aquesta segona etapa en el Rayo, va col·laborar en la primera classificació d'aquest equip per a una competició europea (Copa de la UEFA).
El 2003, fitxa pel Cadis, equip amb el qual va aconseguir l'ascens a Primera divisió en la temporada 2004-2005, i en el qual va arribar a ser capità. Al final de la temporada 2007-2008 decideix penjar les botes després de la pèrdua de categoria del club groc, una decisió presa tot i tindre ofertes d'equips de 2a Divisió, entre ells el de la seua ciutat, el Girona.

## Clubs
- Figueres - (1991-93)
- Osasuna - (1993-94)
- Rayo Vallecano - (1994-97)
- Mèrida - (1997-2000)
- Rayo Vallecano - (2000-03)
- Cadis - (2003- 2008)